# Buchnera lisowskiana
Buchnera lisowskiana là loài thực vật có hoa thuộc họ Cỏ chổi. Loài này được Mielcarek mô tả khoa học đầu tiên năm 1987.